# Trachyarus bacillatus
Trachyarus bacillatus är en stekelart som beskrevs av Gokhman 2007. Trachyarus bacillatus ingår i släktet Trachyarus och familjen brokparasitsteklar. Inga underarter finns listade i Catalogue of Life.